# ريك دانكو
ريك دانكو ( بالإنجليزية Rick Danko ; 29 ديسمبر 1942 - 10 ديسمبر 1999 ) مُغني وموسيقي وشاعِر  ومُلحن ومُنتج كندي, كان ناشطاً بين عامي 1956 و 1999 وكان عضواً في فرقة The Band الكندية.

## روابط خارجية
- ريك دانكو على موقع IMDb (الإنجليزية)
- ريك دانكو على موقع ميوزك برينز (الإنجليزية)
- ريك دانكو على موقع ميوزك برينز (الإنجليزية)
- ريك دانكو على موقع إن إن دي بي (الإنجليزية)
- ريك دانكو على موقع أول ميوزيك (الإنجليزية)
- ريك دانكو على موقع ديسكوغز (الإنجليزية)
- ريك دانكو على موقع قاعدة بيانات الفيلم (الإنجليزية)